# Pınar Selek

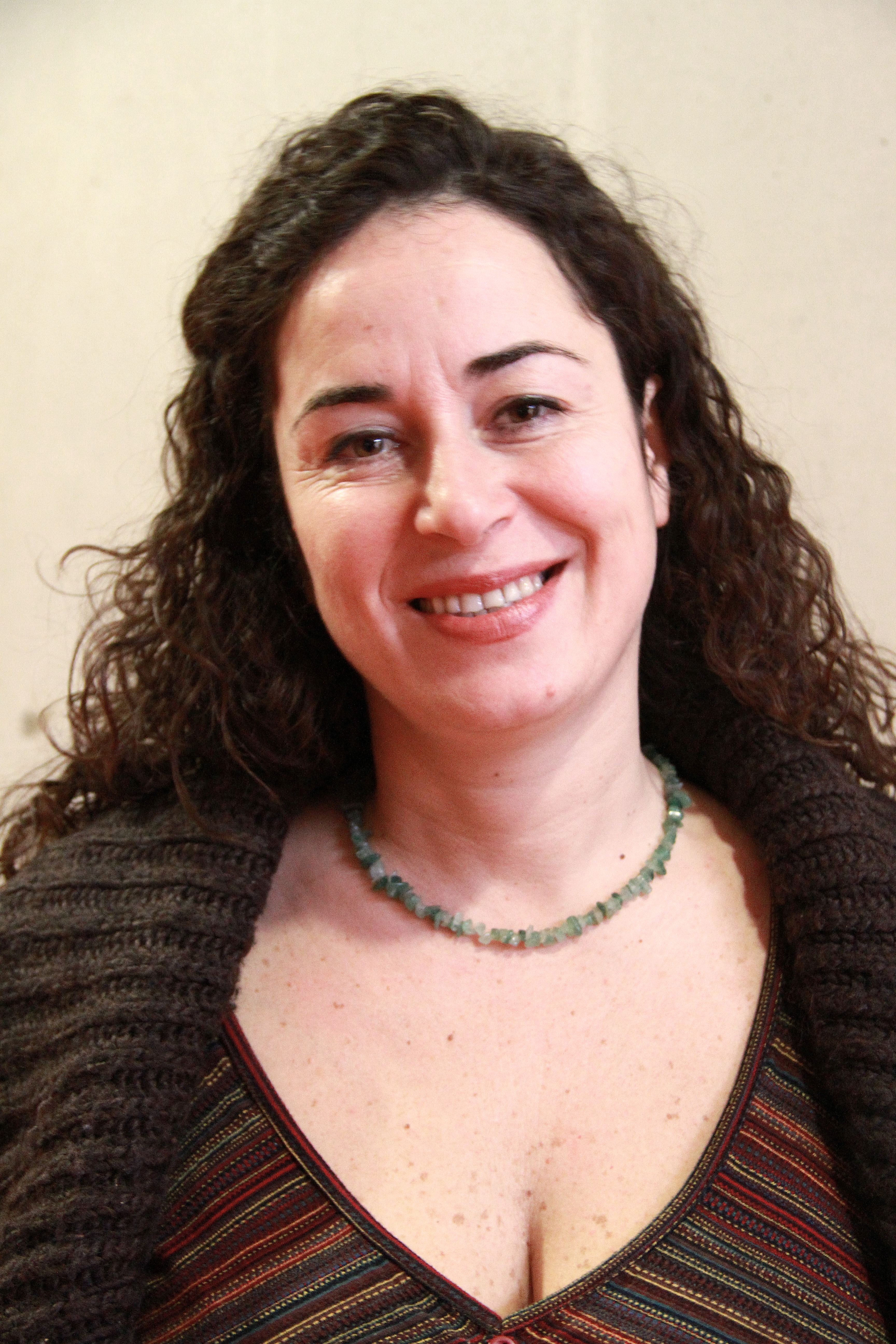
Pınar Selek während einer Pressekonferenz in Straßburg am 25. Januar 2013.

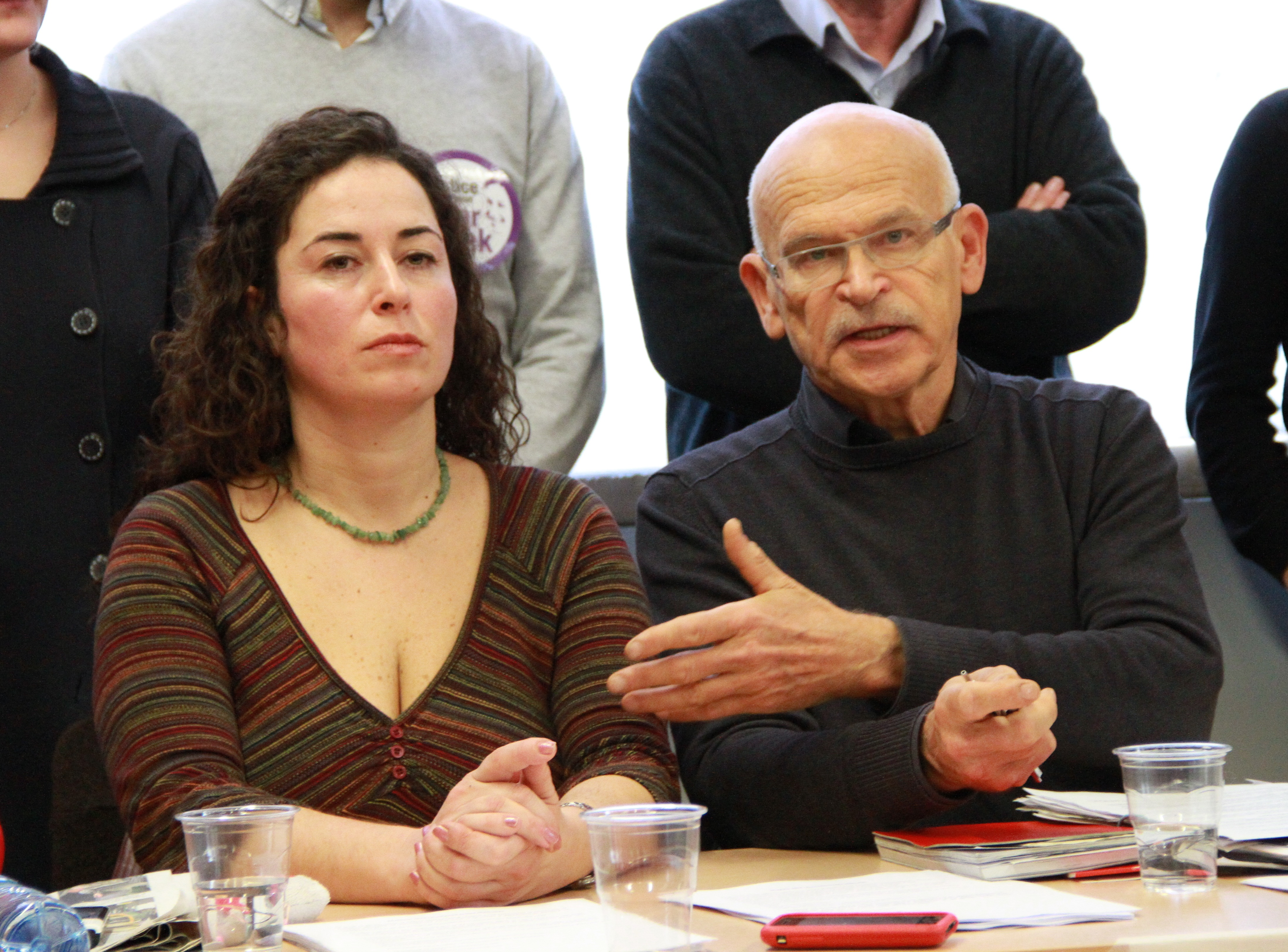
Pinar Selek und Günter Wallraff während einer Pressekonferenz in Straßburg am 25. Januar 2013.

Pınar Selek (* 8. Oktober 1971 in Istanbul) ist eine türkische Publizistin und Soziologin, die sich in ihren Veröffentlichungen insbesondere für die Rechte von Minderheiten einsetzt.

## Leben
Bekannt geworden ist Pınar Selek mit Untersuchungen und Arbeiten zu diskriminierten Gruppen wie Transmenschen, Straßenkindern und Prostituierten. 1998 geriet sie nach Recherchen über die PKK unter Terrorverdacht. Sie wurde damals – mit dem Vorwurf der Propagandaarbeit für die PKK und der Beteiligung an einem Bombenanschlag auf den Ägyptischen Basar in Istanbul – inhaftiert und nach eigenen Angaben schwer misshandelt (Folterung durch Strappado und Elektroschocks). Nach ihrer Freilassung zweieinhalb Jahre später wurde sie 2002 und 2006 freigesprochen. Bis heute ist unter gerichtlich bestellten Gutachtern umstritten, ob es sich bei der Explosion in dem Basar überhaupt um eine Bombe handelte oder um einen Unfall mit einem Gasbehälter.
Im November 2010 wurde entschieden, dass das Verfahren neu aufgerollt werden muss. Der Staatsanwalt forderte lebenslange Haft. Der erste Verhandlungstag am 9. Februar 2011 endete mit einem erneuten Freispruch, der jedoch ein weiteres Mal vom Kassationsgericht aufgehoben wurde.
Am 24. Januar 2013 verurteilte die 12. Kammer des Istanbuler Gerichts für schwere Straftaten sie zu lebenslanger Haft. Pınar Selek war bei der Urteilsverkündung nicht anwesend. Der Schriftstellerverband P.E.N.-Zentrum Deutschland sprach von einer „beispiellosen Prozessfarce“. Derselbe Richter, der Pınar Selek dreimal freisprach, habe nun die „definitive Aufhebung des Freispruchs“ bestätigt. Der deutsche Autor Günter Wallraff, der als Beobachter zum Prozess angereist war, kommentierte, dass das Urteil „nicht mal mehr den Anschein von Rechtsstaatlichkeit“ wahre. Im Juni 2014 hob das oberste Gericht in Ankara das Urteil gegen Selek wegen Formfehlern auf; der Fall wurde erneut verhandelt. Im Dezember 2014 wurde sie auch in diesem Verfahren freigesprochen.
Selek wohnte zeitweise in Berlin, wo sie unter anderem von der Heinrich-Böll-Stiftung und vom P.E.N.-Zentrum Deutschland unterstützt wurde. Inzwischen studiert sie Politologie an der Universität Straßburg und arbeitet an ihrer Dissertation.
Pınar Selek ist eine Tochter des bekannten linken Rechtsanwalts Alp Selek.

## Werke
- Zum Mann gehätschelt, zum Mann gedrillt: Männliche Identitäten, Orlanda, Berlin 2010, ISBN 978-3-936937-73-2
  - In Türkisch: Sürüne Sürüne Erkek Olmak. Iletisim Yayinlari, Istanbul 2008, ISBN 975-05-0621-9
- Beitrag in: Wilhelm Genazino Hg., Istanbul. "Sterbende Schöne" zwischen Orient und Okzident? Reihe: Corso Folio. Corso-Groothuis-Lohfert, Hamburg 2011, ISBN 3-86260-021-1
- Halbierte Hoffnungen, Orlanda, Berlin 2012, ISBN 978-3-936937-87-9
  - Auf Französisch: La Maison du Bosphore. Liana Levi, Paris 2013[11] ISBN 978-2-86746-669-4.
  - als E-Book in französischer Sprache: ISBN 978-2-86746-672-4
- Weil sie Armenier sind, Essay. Orlanda, Berlin 2015, ISBN 978-3-944666-18-1
  - Auf Französisch: Parce qu’ils sont arméniens. Liana Levi, Paris 2015, ISBN 978-2-86746-764-6
  - als E-Book in französischer Sprache: ISBN 978-2-86746-759-2
- Die Unverschämte. Gespräche mit Pınar Selek. Hrsg. v. Guillaume Gamblin, Verlag Graswurzelrevolution, Heidelberg 2023, ISBN 978-3-939045-50-2
  - Auf Französisch: L'insolente. Dialogues avec Pınar Selek. Éditions Cambourakis, Paris 2019, ISBN 978-2366243949